# Mats Lindbom
Mats Lindbom är en svensk politiker för Centerpartiet.
Kommunpolitiker i Karlskrona, centerpartist, född 1948. Kommunalråd sedan 2006. Lindbom toppade centerpartiets riksdagslista för Blekinge läns valkrets 2006. På valnatten uppgav valmyndigheten på sin hemsida att han valts in i riksdagen på ett utjämningsmandat, men den slutliga röstsammanräkningen visade att han blivit utan mandat. Lindbom valde då att fortsätta inom kommunpolitiken.